# Red Star FC
Red Star FC is een Parijse voetbalclub die in 1897 werd opgericht. De club was in 1932 een van de stichtende clubs van de Franse competitie maar moest na één seizoen al degraderen. Een seizoen later keerde de club echter terug en bleef tot 1938. De club speelde ook nog in de eerste divisie in 1939-43, 1944-48, 1965-1966, 1967-73, 1974-75.

## Geschiedenis

### Amateurperiode
In 1897 richtte Jules Rimet de club op. De naam werd door een Engelse vrouw gekozen en refereert aan de Belgische trans-Atlantische rederij Red Star Line. In 1898 fuseerde de club met l'Union Pédestre de la Rive Gauche. De clubkleuren waren nu marineblauw-wit en de club telde meer dan honderd leden. Red Star speelde op een terrein bij Champs-de-Mars, maar moest gedwongen uitwijken naar Meudon, buiten Parijs.

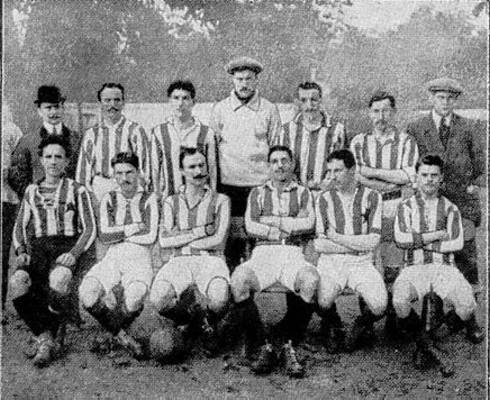
Het team van Red Star in 1910

Na een fusie in 1906 met Amical FC nam de club de naam Red Star Amical aan. De club keerde terug naar Parijs in 1907 en in 1910 verhuisde de club naar Saint-Ouen om daar het nieuwe Stade de Paris in gebruik te nemen. Het stadion werd op 23 maart 1911 officieel ingehuldigd met de interland Frankrijk-Engeland (0-3). In de beginjaren van het Franse voetbal waren er verschillende bonden en was er geen officiële competitie zoals die nu bestaat. In 1912 werd Red Star kampioen van de LFA-bond en speelde een wedstrijd tegen de kampioen van de concurrerende bond FGSPF Étoile des Deux Lacs en verloor met 3-1. In 1913 speelde de club een vriendschappelijke wedstrijd tegen de Londense club Tottenham Hotspur.
In de jaren twintig beleefde de club een gouden periode. In 1920, 1922 en 1924 werd de club kampioen van de regionale reeks Île-de-France. In 1921 won de club de beker van Frankrijk tegen stadsrivaal Olympique Paris en ook de volgende twee seizoenen nam Red Star de beker mee naar huis. Voor deze bekerfinales kwamen meer dan 20.000 toeschouwers kijken.
In 1926 fuseerde de club opnieuw, deze keer met Olympique Paris waardoor de naam werd veranderd in Red Star Olympique. De clubkleuren werden nu gewoon wit, pas in de jaren dertig nam de club de huidige groen-witte clubkleuren aan, die oorspronkelijk van Olympique Paris waren. De volgende bekeroverwinning kwam in 1928 tegen CA Paris in het Stade de Colombes voor 30.000 toeschouwers.

### Profclub
In 1932 werd de club professioneel en was medeoprichter van de moderne Franse competitie. Er waren twee reeksen en Red Star werd achtste op tien clubs. Omdat in 1933/34 er nog maar één reeks zou zijn moesten een aantal clubs degraderen, waaronder Red Star. In de tweede klasse werd de club kampioen en kon zo meteen terugkeren naar de elite. De volgende seizoenen speelde de club in eerste en in 1936/37 eindigde de club negende op zestien, de beste plaats tot dan toe. Het volgende seizoen degradeerde de club echter. In de tweede klasse werd de club meteen kampioen. Inmiddels brak de Tweede Wereldoorlog uit, waardoor de seizoenen van 1939 tot 1945 niet officieel zijn. In 1940/41 werd Red Star groepswinnaar van de zone noord. In 1942 won de club voor 44654 toeschouwers tegen FC Sète voor de vijfde keer de Franse beker. In 1943/44 namen er geen individuele clubs deel aan de kampioenschappen, maar werd elke regio vertegenwoordigd door één samengestelde club. Van dit principe stapte men het volgende seizoen weer af. Na de oorlog begon de reguliere competitie weer. Red Star haalde opnieuw de bekerfinale, maar verloor dit keer voor bijna 60.000 toeschouwers van Lille OSC. In 1946/47 werd de club knap zevende, echter gevolgd door een laatste plaats en nieuwe degradatie.
In 1948 fuseerde de club met Stade Français en heette twee seizoenen Stade Français-Red Star, maar de fusie verliep niet zo goed en na twee seizoenen werd deze fusie ongedaan gemaakt en trok Red Star zich terug uit het profvoetbal. In 1952 werd de club opnieuw toegelaten tot de tweede klasse en werd voorlaatste. Het volgende seizoen verliep al beter met een zevende plaats en in 1955 werd Red Star vicekampioen achter UA Sedan-Torcy. De club liep echter een promotie mis. Twee jaar later werd de club laatste en bleef het slecht doen tot in 1960 de vijfde plaats behaald werd. Hierna werd de club uitgesloten van profvoetbal, maar mocht na één seizoen afwezigheid terugkeren. Na enkele seizoenen middenmoot promoveerde de club in 1965 nog eens terug naar de hoogste klasse. De terugkeer verliep slecht en Red Star werd laatste. Met een zestiende plaats in de tweede klasse leek het helemaal mis te lopen, maar dan kwam de redding. Toulouse FC zat in zware financiële problemen en verkocht de spelers, de staf en de plaats in de eerste klasse aan Red Star dat nu de naam Red Star Football Club aannam.
De volgende seizoenen vertoefde de club in de middenmoot van de Division 1 tot 1972/73 toen de club voorlaatste werd. In de tweede klasse B werd Red Star met vier punten voorsprong op de nog jonge club Paris Saint-Germain kampioen en promoveerde zo voor de laatste keer naar de hoogste klasse. Red Star werd laatste en moest nu voor eeuwig afscheid nemen van de hoogste klasse. Dat jaar werd er nog een tribune bijgebouwd met 7500 plaatsen. Het volgende seizoen werd de club nog vicekampioen achter SC Angers. Twee seizoenen later werd Red Star derde maar moest dan door financiële problemen faillissement aanvragen. De club werd heropgericht als AS Red Star en begon opnieuw in de Division Honneur.

### Terugkeer
De club slaagde erin om snel terug te keren in de hiërarchie van het Franse voetbal. In 1980 promoveerde de club naar de vierde klasse en een jaar later naar de derde klasse. Daar werd Red Star vicekampioen achter het B-elftal van FC Nantes en promoveerde zo terug naar de tweede klasse. De club slaagde erin om vijf seizoenen in de Divison 2 te blijven, maar kon geen enkele keer in de top 10 eindigden. De volgende twee seizoenen werd de club vicekampioen en bij de tweede keer promoveerde de club terug. Na een zeventiende plaats moest de club aanvankelijk opnieuw een stap terugzetten, maar door degradatie van Racing Club de Paris van de eerste naar de derde klasse mocht de club toch in de tweede klasse blijven. In 1991-92 behaalde de club de kwartfinale van de Franse beker en verloor daar van eersteklasser AS Cannes. Van 1993 tot 1996 werd de club vierde, vijfde, zesde en zevende. In 1998 werd de club nog achtste, maar in 1999 werd de voorlaatste plaats behaald waardoor Red Star na tien seizoenen tweede klasse een stapje terug moest zetten. In dat laatste seizoen speelde de club een wedstrijd in het Stade de France voor 48.000 toeschouwers tegen AS Saint-Etienne.

### Recente geschiedenis
In het seizoen 1999-00 eindigde de club in de middenmoot van de derde klasse, maar presteerde wel goed in de bekercompetitie. Red Star bereikte de achtste finale en verloor daarin met 2-1 van Olympique Lyon. In de Coupe de la Ligue verloor de club pas in de halve finale na strafschoppen van de latere winnaar FC Gueugnon.
In 2002 degradeerde de club naar de CFA 2 (5de klasse) en de club ging opnieuw failliet. Onder de naam Red Star FC 93 werd een nieuwe club opgericht die begon in de Division Honneur en in drie seizoenen opklom naar de CFA (4de klasse). Na een slecht seizoen in 2010 werd de club vicekampioen in 2011, doordat Gap FC uit de derde klasse gezet werd promoveerde Red Star. In 2012/13 lonkte degradatie maar op de laatste speeldag won de club van Fréjus Saint-Raphaël en kon zo het behoud verzekeren en zorgde er ook voor dat deze club hierdoor niet kon promoveren. Het volgende seizoen werd de club zevende en kocht hierna goed in met het doel om in 2015 te kunnen promoveren. Tijdens het seizoen 2014/15 lukte het Red Star inderdaad om te promoveren naar de Ligue 2.  De club deed het heel goed en stond lange tijd op een derde plaats, die recht gaf op promotie. Maar door een mindere periode zakte de club weg naar de vijfde plaats, aan het einde van het seizoen kon de club nog drie keer op rij winnen waardoor ze op één punt van de promotie strandden. Omdat het Stade Bauer niet voldeed aan de eisen van de bond ging de club in 2016 in het Stade Jean-Bouin spelen. Het volgende seizoen degradeerde de club echter. Na één seizoen werd de club wel weer kampioen en keerde zo terug. In het seizoen 2018/19 werd de club 20ste in de Ligue 2 en degradeerde de club terug naar de Championnat National.

## Verschillende namen van de club
- Red Star Club Français de Paris (1897-1906)
- Red Star Amical Club (1906-1927, na fusie met Union Pedestre Rive Gauche en L'Amical Football Club)
- Red Star Olympique (1927-1946, na fusie met Olympique Paris)
- Red Star Olympique Audonien (1946-1948, na fusie metSports Olympique Audonien Saint-Ouen)
- Stade-Red-Star (1948-1950, tijdelijke fusie met Stade Français Paris)
- Red Star Olympique Audonien (1950-1967)
- Red Star Football-Club (1967-1978, nadat Toulouse FC de club overkocht)
- AS Red Star (1978-1984, na heroprichting)
- AS Red Star 93 (1984-2003)
- Red Star FC 93 (2003-2010)
- Red Star Football Club (sinds 2010)

## Erelijst
- Coupe de France

1921, 1922, 1923, 1928, 1942

## Eindklasseringen
- 1946 11e
Division Nationale
- 1947 7e
Division Nationale
- 1948 18e
Division Nationale
- 1949 10e
Division Nationale
- 1950 16e
Division Nationale
- 1951 12e
Niveau 4
- 1952
Niveau 5
- 1953 17e
Division Interrégionale
- 1954 7e
Division Interrégionale
- 1955 2e
Division Interrégionale
- 1956 7e
Division Interrégionale
- 1957 20e
Division Interrégionale
- 1958 12e
Division Interrégionale
- 1959 19e
Division Interrégionale
- 1960 5e
Division Interrégionale
- 1961 4e
Niveau 4
- 1962 10e
Division Interrégionale
- 1963 5e
Division Interrégionale
- 1964 11e
Division Interrégionale
- 1965 2e
Division Interrégionale
- 1966 20e
Division Nationale
- 1967 16e
Division Interrégionale
- 1968 13e
Division Nationale
- 1969 15e
Division Nationale
- 1970 13e
Division Nationale
- 1971 15e
Division Nationale
- 1972 17e
Division Nationale
- 1973 19e
Division 1
- 1974 1e
Division 2
- 1975 20e
Division 1
- 1976 9e
Division 2
- 1977 2e
Division 2
- 1978 3e
Division 2
- 1979 4e
Niveau 5
- 1980 2e
Niveau 5
- 1981 2e
Division 4
- 1982 2e
Division 3
- 1983 10e
Division 2
- 1984 16e
Division 2
- 1985 10e
Division 2
- 1986 16e
Division 2
- 1987 18e
Division 2
- 1988 2e
Division 3
- 1989 2e
Division 3
- 1990 17e
Division 2
- 1991 10e
Division 2
- 1992 13e
Division 2
- 1993 4e
Division 2
- 1994 5e
Division 2
- 1995 6e
Division 2
- 1996 7e
Division 2
- 1997 13e
Division 2
- 1998 8e
Division 2
- 1999 19e
Division 2
- 2000 12e
National
- 2001 20e
National
- 2002 6e
CFA
- 2003 14e
CFA2
- 2004 7e
Niveau 6
- 2005 1e
Niveau 6
- 2006 1e
CFA2
- 2007 10e
CFA
- 2008 10e
CFA
- 2009 15e
CFA
- 2010 11e
CFA
- 2011 2e
CFA
- 2012 11e
National
- 2013 14e
National
- 2014 7e
National
- 2015 1e
National
- 2016 5e
Ligue 2
- 2017 19e
Ligue 2
- 2018 1e
National
- 2019 20e
Ligue 2
- 2020 5e
National
- 2021 7e
National
- 2022 11e
National
- 2023 3e
National
- 2024 1e
National
- 2025 15e
Ligue 2

- Niveau 1
- Niveau 2
- Niveau 3
- Niveau 4
- Niveau 5
- Niveau 6

| Seizoen   | №  | Clubs | Divisie              | Duels | Winst | Gelijk | Verlies | Doelsaldo | Punten | Tsch  |
| --------- | -- | ----- | -------------------- | ----- | ----- | ------ | ------- | --------- | ------ | ----- |
| 2011–2012 | 11 | 20    | Championnat National | 38    | 15    | 5      | 18      | 44–52     | 50     | 1.325 |
| 2012–2013 | 14 | 20    | Championnat National | 38    | 11    | 13     | 14      | 34–45     | 46     | 1.147 |
| 2013–2014 | 7  | 18    | Championnat National | 34    | 12    | 12     | 10      | 37–33     | 48     | 1.543 |
| 2014–2015 | 1  | 18    | Championnat National | 34    | 21    | 7      | 6       | 68–30     | 70     | 1.795 |
| 2015–2016 | 5  | 20    | Ligue 2              | 38    | 18    | 10     | 10      | 43–38     | 64     | 1.914 |
| 2016–2017 | 19 | 20    | Ligue 2              | 38    | 8     | 12     | 18      | 36–56     | 36     | 4.951 |
| 2017–2018 | 1  | 17    | Championnat National | 32    | 15    | 11     | 6       | 41–25     | 56     | 2.458 |
| 2018–2019 | 20 | 20    | Ligue 2              | 38    | 7     | 9      | 22      | 28–58     | 30     | 2.158 |
| 2019–2020 | 5  | 18    | Championnat National | 25    | 12    | 6      | 7       | 30-22     | 42     | 2.345 |

## Bekende (oud-)spelers
- Guillermo Stábile
- Safet Sušić
- Jean-Charles Castelletto
- David Bellion
- Franck Queudrue
- Alex Thépot
- Khalilou Fadiga
- Aleksandr Boebnov
- Sergei Rodionov
- Fjodor Tsjerenkov
- Teddy Teuma
- Tony Cascarino